# Прохоров (Костромская область)
Прохоров — починок в Вохомском районе Костромской области России. Входит в состав Лапшинского сельского поселения.

## География
Починок находится в северо-восточной части Костромской области, в подзоне южной тайги, на левом берегу реки Большой Паговец, на расстоянии приблизительно 15 километров (по прямой) к северо-западу от посёлка Вохмы, административного центра района. Абсолютная высота — 193 метра над уровнем моря.

### Климат
Климат характеризуется как умеренно континентальный, с продолжительной холодной зимой и коротким умеренно тёплым летом. Средняя температура воздуха самого холодного месяца (января) — −13,7 °C (абсолютный минимум — −41,5 °C); самого тёплого месяца (июля) — 17,4 °C (абсолютный максимум — 32 °С). Годовое количество атмосферных осадков — 550—650 мм, из которых большая часть выпадает в тёплый период. Снежный покров устанавливается в середине ноября и держится до середины апреля. Господствующими ветрами являются южный и юго-западный.

### Часовой пояс
Починок Прохоров, как и вся Костромская область, находится в часовой зоне МСК (московское время). Смещение применяемого времени относительно UTC составляет +3:00.

## Население
| 2008 | 2010 | 2014 |
| ---- | ---- | ---- |
| 10   | ↗14  | ↗15  |

### Национальный состав
Согласно результатам переписи 2002 года, в национальной структуре населения русские составляли 100 % из 10 чел.